# Keude Jrat Manyang
Keude Jrat Manyang is een bestuurslaag in het regentschap Aceh Utara van de provincie Atjeh, Indonesië. Keude Jrat Manyang telt 99 inwoners (volkstelling 2010).